# Eje Adams

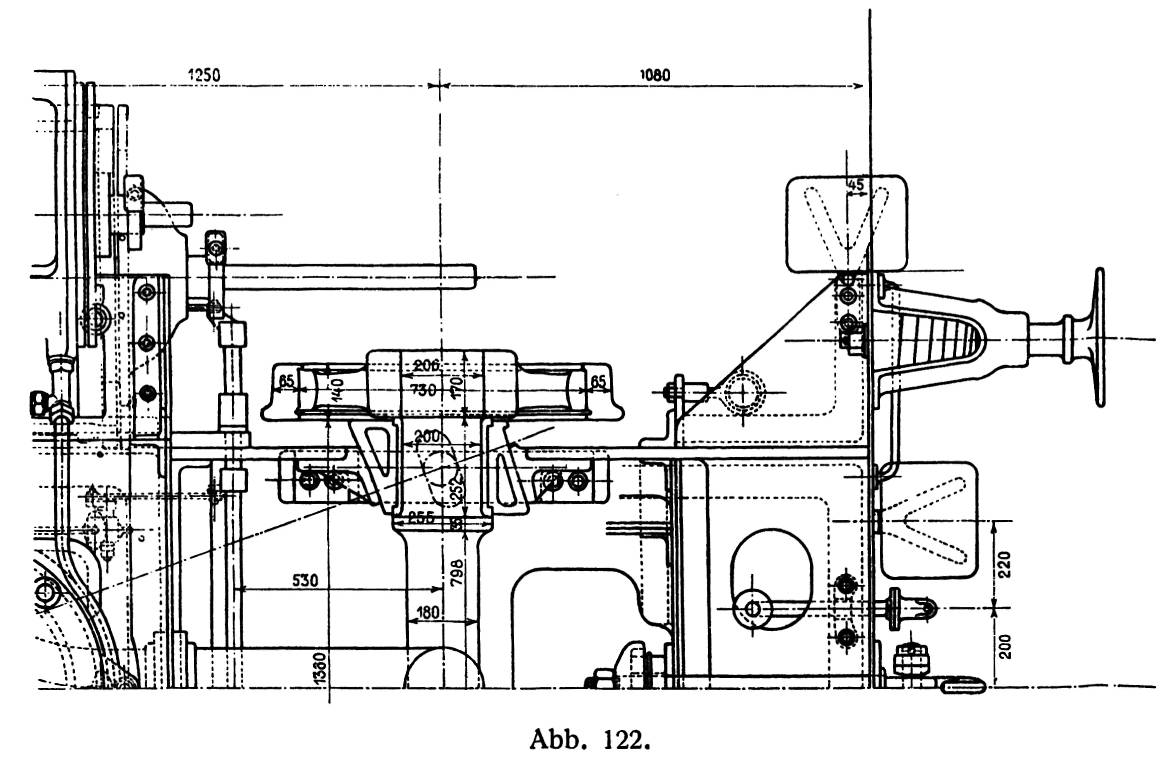
Plano de diseño de un eje Adams

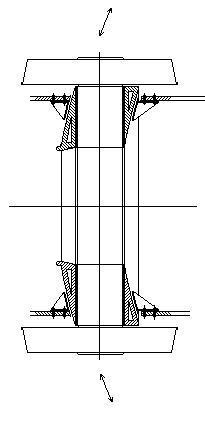
Esquema del funcionamiento de un eje Adams

El eje Adams es una forma de eje radial ideado para que las locomotoras puedan circular por curvas cerradas más fácilmente. Fue inventado por William Bridges Adams, y se patentó en 1865. La invención utiliza un eje hueco que se desliza sobre un arco provisto con unos pivotes, permitiendo así que el eje se deslice hacia ambos lados. Esto es similar al movimiento de un eje Bissell, pero con el punto central de rotación coincidente con el lugar que ocuparía el pivote de un bogie. Este diseño, que usa cojinetes deslizantes, es más costoso que uno que emplea un eje vertical, pero ocupa menos espacio. 

## Ensayos
En 1865, la Sociedad de Ingenieros de Londres hizo una comparación directa entre el eje radial, inventado por William Bridges Adams, y un diseño de bogie con un cojinete central de goma india inventado por William Adams. Durante las pruebas realizadas en el Ferrocarril del Norte de Londres, se concluyó que el bogie de muelles laterales era superior al eje radial, pero cuando William Adams se mudó del FNL al Ferrocarril de Londres y del Suroeste, adoptó el diseño de su rival William Bridges Adams. Las locomotoras ahora conocidas como Radiales Adams, llevan el nombre del Superintendente de Locomotoras del FLSO, pero son famosas por el eje inventado por William Bridges Adams. 
A pesar de las pruebas comparativas de 1865 de los dispositivos de los dos inventores, existe cierta confusión sobre el verdadero inventor del eje. La obra Lexicon der Eisenbahn cita a William Adams (1823-1904) como su inventor. 